# Arbeitsgemeinschaft genossenschaftlicher Teilzahlungsbanken
Die Arbeitsgemeinschaft genossenschaftlicher Teilzahlungsbanken e. V. (AGT) war ein Bankenverband für genossenschaftlich organisierte Teilzahlungsbanken mit Sitz in Brühl.

## Geschichte
Ende 1949 gab es in der jungen Bundesrepublik Deutschland bereits um die 50 Teilzahlungskreditinstitute, von den sich im September 1949 ein Großteil im Düsseldorfer Wirtschaftsverband Teilzahlungsbanken e. V. zusammengeschlossen hatte.
Die Arbeitsgemeinschaft genossenschaftlicher Teilzahlungsbanken e. V. wurde ein Jahr später am 9. September 1950 von 12 genossenschaftlichen Teilzahlungsbanken gegründet und in Form eines eingetragenen Vereins registriert. Ziel war es, den betriebswirtschaftlichen und steuerlichen Erfahrungsaustausch unter den Mitgliedern zu fördern, gemeinsame Werbeaktionen zu organisieren und durchzuführen und gemeinsame Interessen gegenüber Behörden und gegenüber der Öffentlichkeit zu vertreten. Notwendig wurde die Gründung, da der Deutsche Genossenschaftsverband (Schulze-Delitzsch) e. V. zunehmend weniger in der Lage war, die Belange genossenschaftlicher Teilzahlungsbanken zu vertreten, die den Fokus ihrer Kreditgeschäfte zunehmend auf die Auszahlung frei verfügbarer Gelder an die Kreditnehmer setzten, wodurch sich die Konkurrenz zu den Volksbanken verschärfte, die sich ihrerseits auch auf das Kleinkreditgeschäft konzentrierten.
Vorstandsvorsitzender der Gemeinschaft war lange Jahre Leo Verheugen? auf dessen Initiative im Gründungsjahr auch die Brühler Bank eG gegründet wurde. Ihm folgte sein Sohn Bodo Verheugen, der Bruder des Politikers Günter Verheugen.
2013 gehörten der AGT 18 Kreditinstitute an, darunter die Brühler Kreditbank eG, die CB Credit-Bank GmbH (seit 2011 CB Bank GmbH; Tochtergesellschaft der VR-Bank Ostbayern-Mitte), die Kreditbank Segeberg eG, die TEBA Kreditbank GmbH & Co. KG und die Waren-Kredit-Gesellschaft Neumünster eG.
Vergleichbare Verbände von Teilzahlungskreditinstituten sind bzw. waren der Wirtschaftsverband Teilzahlungsbanken e. V. und die Arbeitsgemeinschaft Kundenkredit-Gesellschaften e. V., beide mit Sitz in Düsseldorf, die ORGAN Arbeitsgemeinschaft der WKV Teilzahlungsbanken e. V. mit Sitz in München und Geschäftsstelle in Berlin, der Bankenfachverband Konsumenten- und gewerbliche Spezialkredite (BKG) e. V. in Bonn und der Arbeitskreis der Kreditbanken der Automobilwirtschaft in Rüsselsheim.